# Maurice Maes
Maurice Germain Maes est un artiste-peintre, né à Bruges le 8 novembre 1897 et décédé à Mouvaux le 14 juin 1961.

## Biographie
Avant la Première Guerre mondiale, Maes se forme à l’Académie de Bruges, sa ville natale. En 1915, à 17 ans, il est engagé volontaire et fait toute la Campagne dans l’armée Belge.
À la fin de la guerre, il s'installe en France et poursuit ses études à l'école des Beaux-Arts de Tourcoing et l'École nationale supérieure des arts et industries textiles de Roubaix, où il fait la connaissance de René Jacob, historien de l'Art et professeur de dessin, modèle vivant et peinture. Il commence à exposer au Salon des Artistes roubaisiens à partir de 1935 et y sera fidèle jusqu'à sa mort. Parallèlement, à partir de 1935, il expose en plein air, rue Nationale, à Lille et dans d'autres villes de la région, avec ses complices de l’éphémère groupe « L’Ecanse », soit Julien Caucheteux, Noël Demeyer, Jean Diagoras, Maurice Maes et Marcel Guillemyn, rejoints ensuite lors d'une manifestation au centre artistique de Tournai par René Buffin et Gérard Dupon. À partir de 1937, il expose annuellement à Lille à la galerie Monsallut, à la galerie Bailly, ou à la Nouvelle Galerie d'Art. Il reçoit en 1959 la Rose d'Or des Rosatis.
Maurice Maes et le Groupe de Roubaix
Au sortir de la Seconde Guerre mondiale, Maurice Maes et d'autres anciens se mêlent à la jeune génération lors des expositions à Roubaix et dans la métropole lilloise, mais ne forment pas une école. C’est un groupe informel d'amis bâti autour d’un noyau dur, constitué de ceux qui, le plus souvent, sont rassemblés et confrontent leurs œuvres aux cimaises des salons ou des galeries roubaisiennes : Michel Delporte, Eugène Dodeigne, Jacky Dodin, Paul Hémery, Pierre Hennebelle, Pierre Leclercq, Eugène Leroy, Jean Roulland et Arthur Van Hecke, auxquels se mêlent parfois certains aînés, Henri Delvarre, Gérard Dupon, René Jacob, Maurice Maes, Louis Parenthou, Pierre-César Lagage, et régulièrement aussi Robert Conte, Jean-Robert Debock, Marc Ronet, Robert Droulers et Noël D’Hulst. Le Salon des Artistes roubaisiens est leur point d'ancrage et le lieu de leurs premiers pas. Il donne leur chance aux jeunes artistes désireux de soumettre leur travail à des regards extérieurs, à charge pour les galeries d’y déceler les plus prometteurs et de se risquer à exposer un art qui cherche encore à se démocratiser. La démarche des galeries est aussi encouragée par l’arrivée d’une nouvelle génération d’industriels qui se tournent vers le courant moderniste.

## Œuvres dans les musées
Roubaix, La Piscine, musée d'art et d'industrie André Diligent :
- Kinderdyk, 1956, huile sur toile
- Vue du port, huile sur toile
- Portrait d'homme, 1943, huile sur toile
- Moulin flamand, 1937, huile sur toile
- Le Port d'Anvers, 1961, huile sur toile
- L'Hiver à Roubaix, 1961, huile sur panneau
- Le Mendiant, huile sur toile
- Les Huîtres, huile sur toile

Tourcoing, MUba Eugène Leroy
- Les Portefaix, huile sur toile
- Portrait d'homme à la pipe, 1940, huile sur toile
- Le Port d'Anvers, 1956, huile sur toile
- L'Amstel à Amsterdam, 1957, huile sur toile